# Choseungdalgwa bambae
Choseungdalgwa bambae (초승달과 밤배?), noto anche con il titolo internazionale The Crescent Moon, è un film del 2005  scritto e diretto da Chang Kil-soo.

## Trama
Due fratelli, Nan-na e Oh-gi, vivono in un villaggio di pescatori e hanno un rapporto fatto di amore e odio.